# Церковь Вознесения Господня (Цехановец)

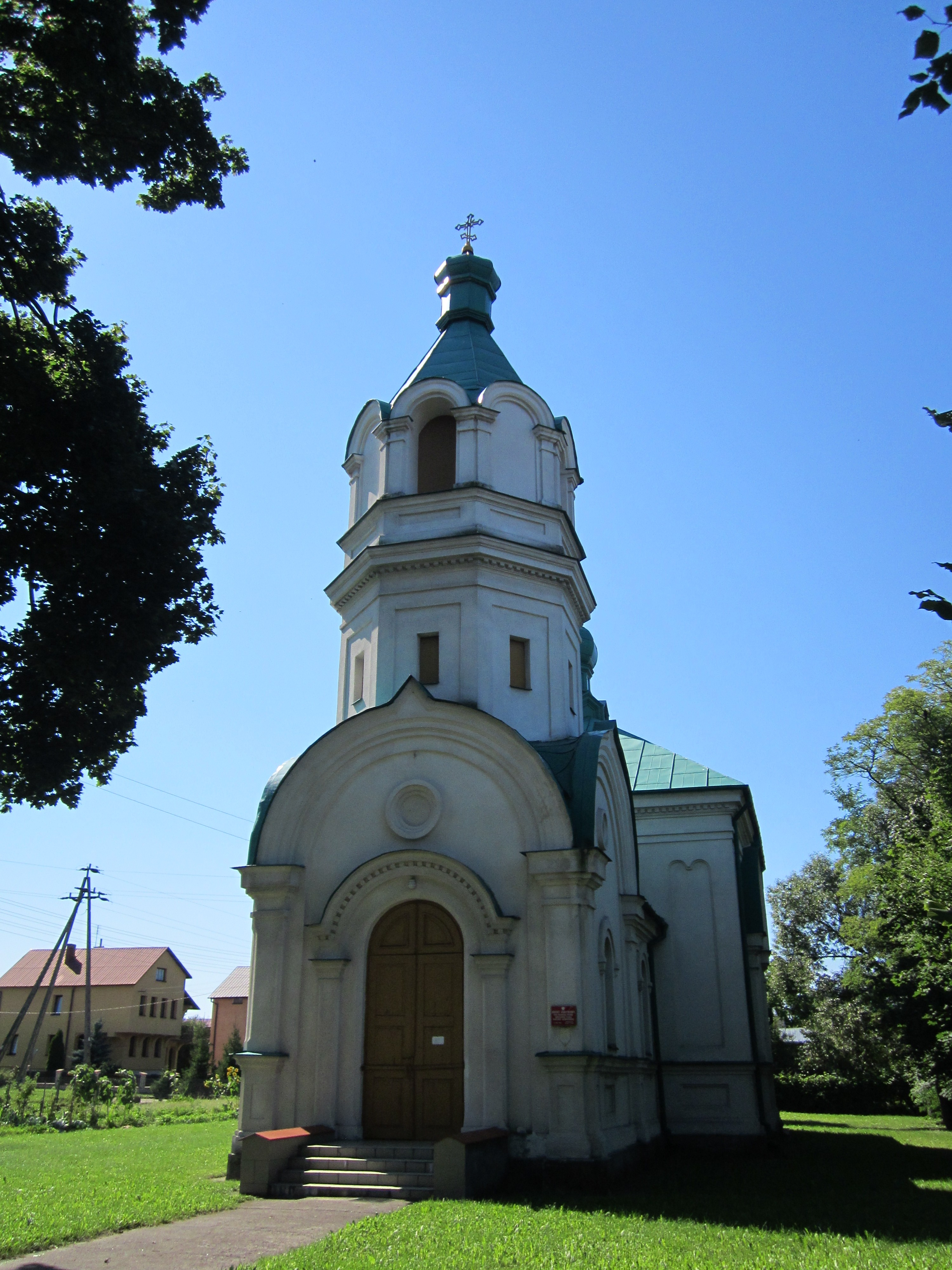
Вид церкви спереди

Церковь Вознесения Господня (пол. Cerkiew Wniebowstąpienia Pańskiego) — историческая православная церковь в Цехановце (Польша). Главный храм одноимённого прихода, входящего в Семятычское благочиние Варшавско-Бельской епархии Польской православной церкви.
Православный приход Святого Георгия в Цехановце, по разным данным, был основан в XIV—XVI веках. После 1596 года он принял Брестскую унию вместе со всей Владимиро-Брестской епархией, в которую входил. Первая церковь в Цехановце просуществовала до середины XVIII века, пока её не заменила новая деревянная церковь. В 1839 году решением Полоцкого собора она была передана Русской церкви.
В 1870-х годах на месте старого храма был возведён новый кирпичный. Во время освящения 22 мая 1877 года ему присвоен новый титул — Вознесения Господня. Церковь оставалась действующей до отъезда православных жителей Цехановца во время массовой эвакуации в ходе Первой мировой войны. После чего оставалась заброшенной в течение четырёх лет, а её убранство было разграблено. Она также получила значительные повреждения во время Второй мировой войны. Здание было отреставрировано в 1950—1970-х годах, что спасло его от полного разрушения.

## История

### Первые церкви в Цехановце
Точная дата основания православного прихода в Цехановце неизвестна. По некоторым данным, он существовал уже в XIV веке, в то время как другие предполагают, что он был основан два столетия спустя. Отец Гжегож Сосна, исследователь истории православных приходов в Подляшье, указал, что церковь в Цехановце действовала в XV веке. Искусствовед Мария Каламайская-Саид считает, что приход в Цехановце, как и все близлежащие православные приходы, был основан в XV—XVI веках. Административно относился к Владимирской и Брестской епархии.
В XVII веке цехановецкий приход принял Брестскую унию, как и вся епархия, в которую он входил. С этого периода связаны документальные свидетельства существования отдельно стоящей униатской церкви. Покровителем храма был Святой Георгий, а располагался он на нынешней улице Тадеуша Костюшко. В 1750 году на месте старой церкви была построена новая церковь на месте современной улицы Адама Мицкевича. Это было однонефное однокупольное здание с колокольней. Церковь находилась в районе Цехановца, где проживало русинское население. В 1789 году зафиксировано, что её посещали 278 человек.
После третьего раздела Речи Посполитой Цехановец вошёл в состав Новой Восточной Пруссии. После создания униатской Супрасльской епархии приход в Цехановце включён в её юрисдикцию и оставался в таком статусе до 1809 года. Затем указом царя Александра I (двумя годами ранее Новая Восточная Пруссия была присоединена к Российской империи по Тильзитскому миру) Супрасльская епархия была упразднена, а её культовые сооружения были вновь включены в состав Владимиро-Брестской униатской епархии. Цехановецкая церковь оставалась униатской до Полоцкого собора 1839 года, когда грекокатолическая церковь в Российской империи была ликвидирована (за исключением Холмской епархии, которая действовала до своего упразднения в 1875 году), а её культовые сооружения были переданы Русской церкви. В 1847 году приход в Цехановце насчитывал 201 члена.

### Строительство и эксплуатация кирпичной церкви
Из-за плохого технического состояния бывшей униатской церкви XVIII века в 1873 году местные прихожане подали заявку на строительство новой кирпичной церкви для прихода, который тогда насчитывал от 150 до 200 человек из Цехановца, Малеца, Пелха, Буенки, Кулаков и Пшибышина. Затраты на возведение храма были профинансированы государственной казной и частными жертвователями. Строительство церкви длилось четыре года (по другим данным, два). Освящение нового храма состоялось 22 мая 1877 года в праздник Вознесения Господня, который стал престольным праздником церкви.
В 1915 году православное население Цехановца и его окрестностей было эвакуировано в глубь России. Заброшенную церковь приспособили для светских целей, а её убранство разграбили. Богослужения в церкви возобновились с 1919 года, когда за зданием стал ухаживать отец Петр Кузьмюк, служивший в церкви Покрова Пресвятой Богородицы деревни Чарна-Церкевна. По его инициативе церковь была приведена в надлежащий вид, а её церковная утварь пополнилась предметами первой необходимости взамен утраченных во время войны. Божественная литургия совершалась один раз в месяц, на ней присутствовало 168 человек, в том числе 79 из Цехановца. Цехановецкая церковь была филиалом прихода в Чарне-Церкевне.

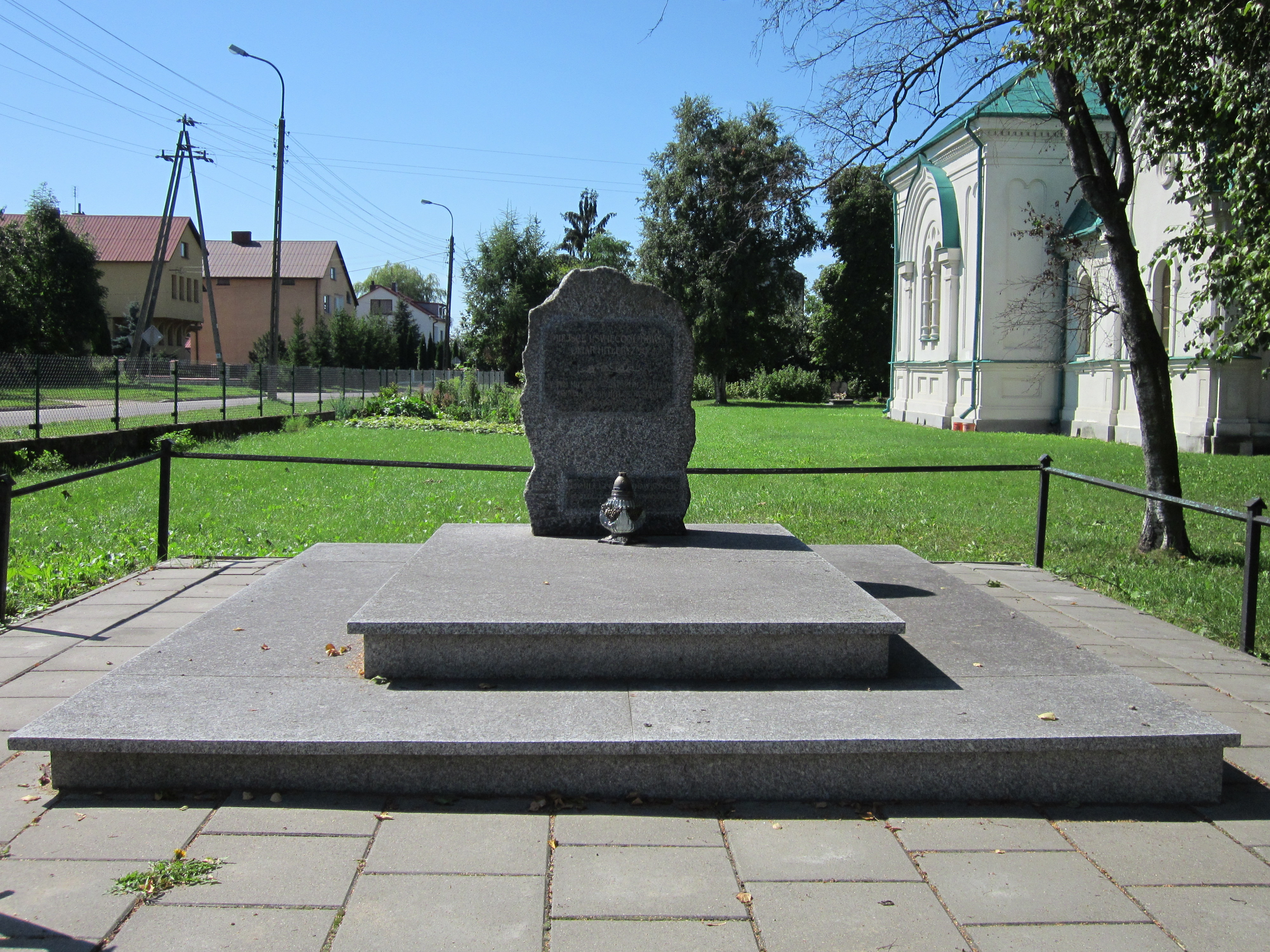
Мемориал жертвам нацистских казней в церкви

Церкви снова был нанесён значительный ущерб во время Второй мировой войны, особенно во время артиллерийского обстрела, который разрушил все её купола. По свидетельствам очевидцев, в церкви или около неё немецкие оккупанты казнили более 60 человек разных национальностей. В 1970 году на территории церкви открыт мемориал, увековечивший их память.
В 1951 году приход в Цехановце был восстановлен, но он просуществовал всего два года. В 1953 году церковь снова утратила приходской статус и стала вспомогательной церковью прихода в Семятыче. Благодаря сбору средств со всей Варшавско-Бельской епархии удалось провести реставрацию повреждённого храма, в ходе которой была восстановлена колокольня, покрыта листовым металлом крыша и нанесена штукатурка. Четыре меньших купола над нефом церкви были демонтированы из-за повреждений. Несмотря на реконструкцию, к 1970-м годам техническое состояние здания вновь стало оцениваться как угрожающее. Ещё одна крупная реконструкция состоялась в 1977—1980 годах благодаря усилиям отца Гжегожа Сосны. В это время для церкви был изготовлен новый иконостас скульптором Вячеславом Шумом из Семятыче. Была также добавлена другая церковная утварь. Церковь была внесена в реестр памятников 11 мая 1981 года под номером А-138. Год спустя сакральное здание вновь стало приходской церковью.

## Архитектура
Церковь Вознесения Господня в Цехановце представляет собой кирпичное оштукатуренное здание. Основной объём в плане квадратный. Вопреки традиционной православной архитектуре, церковь не ориентирована по сторонам света: вход осуществляется через притвор, расположенный в восточной стороне, а алтарь находится в западной. Над притвором возвышается восьмигранная башня, увенчанная луковичным куполом. Второй купол идентичной формы расположен над нефом, который увенчан вальмовой крышой. Первоначально над нефом было пять куполов (один в центре и четыре по углам), но боковые купола были разрушены во время Второй мировой войны и не были восстановлены из-за нехватки средств. Крыша над притвором двускатная. На стенах как притвора, так и основного объёма видны большие стрельчатые аркады.